# Takuboku Ishikawa
Pour les articles homonymes, voir Takuboku et Ishikawa.
Takuboku Ishikawa (石川 啄木, Ishikawa Takuboku) est le pseudonyme du poète japonais Hajime Ishikawa (石川 一, Ishikawa Hajime), né le 20 février 1886 (on trouve parfois 1885) et mort de tuberculose le 13 avril 1912 à l'âge de vingt-six ans. Surnommé « le Rimbaud japonais » et « le poète de la tristesse », il est plus connu sous la signature de son seul prénom, Takuboku.

## Biographie
Takuboku est né sous le nom de Hajime Ishikawa le 20 février 1886 dans le village de Hinoto, près de Morioka dans la province d'Iwate (Nord-Est du Japon). Son père avait la charge d'un temple bouddhique à Shibutami, dans le Nord du pays. Takuboku se détourne vite de brillantes études pour se passionner pour la poésie. En 1902, il prend le pseudonyme de Takuboku Ishikawa et signe souvent de son seul prénom Takuboku (à la manière des auteurs classiques du haïku). Mais sa maladie et d'autres aléas de sa vie personnelle le conduiront à une existence précaire, l'obligeant à gagner sa vie comme instituteur, journaliste, correcteur d'imprimerie.
Considéré comme un Rimbaud japonais, il est fameux comme auteur de tanka et de poésie de style « moderne » (shintaishi ou shi) ou « libre » (jiyūshi). Il fut d'abord membre du groupe de poètes naturalistes Myōjō, puis se joignit au groupe dit « socialiste ».
En 1912, ayant perdu son fils et sa mère et lui-même gravement malade, il charge son ami Toki Zemmaro de trouver un éditeur pour son dernier recueil de tanka. Début avril, un éditeur accepte le manuscrit ; une semaine plus tard, Takuboku meurt à Tokyo le 13 avril 1912 (à l'âge de vingt-six ans) de la tuberculose et est incinéré. Son recueil Kanashiki gangu paraît ainsi à titre posthume en juin.

## Le Jouet triste
La langue japonaise n'ayant pas de marque du pluriel, le titre de cette dernière œuvre se traduit aussi bien au singulier par Le Jouet triste (souvent retenu dans les mentions en français), qu'au pluriel par Tristes jouets (retenu par l'édition en anglais, Sad Toys). Dans les deux cas, il résume le sens que ce poète amer et mélancolique donnait à la poésie et aux poèmes. Le titre du recueil n'a pas été choisi par Takuboku lui-même, mais par son ami Toki Aika, en référence a la dernière phrase d'un court essai du poète, intitulé « Diverses choses sur la poésie », et paru en décembre 1910 dans la Tokyo Asahi Shimbunsha. Cette phrase dit : « La poésie est mon jouet triste. »

## Ouvrages
Ses principales œuvres sont des tankas et un journal intime :
- 1909 : Romaji nikki (litt. « Journal en romaji », journal du 7 avril au 16 juin 1909) ; posthume, éd. partielle 1948-1949 (Ishikawa Takuboku nikki, 3 vol.), éd. complète 1954.
- 1910 : Ichiaku no suna (ja) (Une poignée de sable, 551 tankas)
- 1912 : Kanashiki gangu (litt. « Jouet(s) triste(s) », 194 tankas) ; posthume mais achevé.

Il existe une intégrale en japonais :
- Ishikawa Takuboku zenshu (litt. « Œuvres complètes » : poésie, romans, nouvelles, critiques, essais) ; posthume, 1929 (5 vol.), rééd. 1967-1968 (8 vol.), 1978-1980, etc.

## Traductions

### en français
Une poignée de sable 一握の砂 (Ichiaku no Suna) (551 tankas)
Les éditions Arfuyen ont été les premières à publier, en édition bilingue japonais-français, trois des parties du recueil :
- (fr + ja) Ceux que l'on oublie difficilement 忘れがたき人々 (Wasuregataki hitobito) (trad. du japonais par Alain Gouvret, Yasuko Kudaka et Gérard Pfister), Paris-Orbey, éditions Arfuyen, coll. « Tirés à part »,‎ 1979, 46 p. (ISBN 2-903941-07-6) [4e partie du recueil] - (rééd. coll. « Les Cahiers d'Arfuyen », 1983 et 1989)
- (fr + ja) Fumées 煙 (Kemuri) (trad. Alain Gouvret, Pascal Hervieu et Gérard Pfister), Paris-Orbey, éditions Arfuyen, coll. « Les Cahiers d'Arfuyen »,‎ 1989 [2e partie du recueil, 101 tankas]
- (fr + ja) L'Amour de moi 我を愛する歌 (Ware o aisuru uta) (trad. du japonais par Tomoko Takahashi et Thierry Trubert-Ouvrard, avec Alain Gouvret), Paris-Orbey, éditions Arfuyen, coll. « Niege »,‎ 2003, 73 p. (ISBN 2-84590-018-X) [1re partie du recueil, 181 tankas]

avant que les éditions Philippe Picquier ne publient, dans une autre traduction, l'ensemble du recueil :
- Une poignée de sable (trad. du japonais par Yves-Marie Allioux), Arles, Picquier, coll. « Japon », 2016, 199 p. (ISBN 978-2-8097-1180-6)

Le jouet triste 悲しき玩具 (Kanashiki gangu)
Les éditions Arfuyen ont également publié, toujours en édition bilingue japonais-français, le  deuxième grand recueil de Takuboku : 
- (fr + ja) Le jouet triste (trad. du japonais par Jérôme Barbosa et Alain Gouvret), Paris-Orbey, éditions Arfuyen, coll. « Neige », 2016, 97 p. (ISBN 978-2-84590-239-8)

Un printemps à Hongo - Journal en caractères latins 
- Un printemps à Hongo : Journal en caractères latins (trad. Alain Gouvret), Paris-Orbey, éditions Arfuyen, 2020, 168 p. (ISBN 978-2-84590-304-3) , Prix Clarens du Journal Intime 2020.

#### en revue
- Traduction de quelques poèmes du recueil Jouet Triste (悲しき玩具) par Marie-Pascale Veinard, in Daruma (revue), 10 & 11, automne 2001 – Printemps 2002, éd. Philippe Picquier, pp. 304-309 (en ligne).
- Poésie à croquer (kuubeki shi, 食ふべき詩), paru dans le Tôkyô mainichi shinbun (東京毎日新聞) avec Du quartier de Yumimachi (Yumimachi yori, 弓町より), en sept livraisons entre le 30 novembre et le 7 décembre 1909; traduit par Marie-Pascale Venard, in Daruma (revue), 10 & 11, automne 2001 – Printemps 2002, éd. Philippe Picquier, pp. 289-303, précédé d'un avant-propos de Dominique Palmé (en ligne).

### en anglais
Hors du japonais, le reste de l'œuvre n'est disponible qu'en anglais, principalement le Journal et l'autre recueil de tankas :
- Romaji Diary (trad. part. Donald Keene), in Modern Japanese Literature, éd. Grove Press, New York, 1956 (autre trad. infra)
- Sad Toys - Kanashiki gangu (bilingue, trad. Sanford Goldstein et Seishi Shinoda), éd. Purdue University Press, West Lafayette (Indiana), 1977,  (ISBN 0-911198-47-4) (rééd. jointe infra)
- Romaji Diary and Sad Toys - Romaji nikki, Kanashiki gangu (bilingue, trad. Sanford Goldstein et Seishi Shinoda), éd. Tuttle, coll. « Books to span the East and West », Rutland (Vermont), 1985,  (ISBN 0-8048-1494-5) (rééd. Tuttle, coll. « Tuttle classics », Boston, 2000,  (ISBN 0-8048-3253-6))